# Muzică populară
Muzica populară denumită și muzică folclorică, a fost un gen muzical hibrid, rezultat din confruntarea ansamblurilor de instrumente populare cu lumea orășenească și cu realitatea social-politică din prima jumătate a secolului XX. În anii 1990, un nou val de schimbări în societate și în culturile de masă a dus la apariția unui subgen al muzicii populare, pentru care se folosește frecvent apelativul de „muzică etno”.
Cu o reprezentare deosebită în Balcani și în țările din fostul bloc răsăritean, genul este recunoscut de puține limbi ca atare, fiind în cele mai multe cazuri inclus în noțiuni vecine precum: muzică tradițională (folclorică), muzică lăutărească, muzică folk, mai rar chiar și în muzica ușoară sau pop. Se produc multe conflicte terminologice la traducerea acestei noțiuni tocmai din pricina orizontului cultural diferit de la o țară la alta.

## Istoric
Cu toate că rădăcinile sud-est-europene ale genului pot fi marcate încă din secolul al XVIII-lea, cristalizarea unui stil interpretativ distinct pentru instrumentiștii mutați de la sat la oraș nu are loc mai devreme de finele secolului al XIX-lea. Se pune problema unei delimitări de folclorul muzical prin instrumentație, repertoriu, stil instrumental și vocal, forme alese ș.a.m.d. Mărturiile sonore de la începutul secolului XX sugerează formarea unui stil vocal și instrumental inspirate din sonoritățile importate în mediul urban, anume muzica ușoară (stilul vocal; în muzica românească, cântărețul și naistul Fănică Luca surprinde trăsături atât ale folclorului, cât și din muzica ușoară la modă). Această evoluție a fost influențată și de tradițiile muzicale europene, care au contribuit la dezvoltarea instrumentației (de exemplu, saxofonul, clarinetul, acordeonul) specifice muzicii populare românești. Un element ritmic distinctiv în această muzică este contratimpul, care presupune accentuarea sunetelor pe timpii slabi ai măsurii, între bătăile principale, generând un efect de sincopă sau de „legănare” ritmică. Această tehnică ritmică este întâlnită în numeroase dansuri populare europene, cum ar fi Mazurka și Polka, fiind un caracter comun în folclorul mai larg al Europei
În perioada proletcultismului (din anii cincizeci, în majoritatea țărilor până la finele anilor optzeci), muzica populară a fost puternic expusă Kitschului prin acomodarea poeziei realismului socialist și prin excese ce doreau sublinierea elementului național, deci „patriotic”.

## Trăsături

#### Sonorități specifice
Muzica populară contemporană promovează un stil vocal emfatic, nu arareori interesat de asemenea figuri tehnice. Uneori, cântăreții practică și fluieratul artistic (există adevărați „virtuozi” în această tehnică). Instrumentiștii sunt organizați în tarafuri, ansambluri sau orchestre; improvizația se produce la mai multe niveluri (de exemplu, gradul de spontaneitate al execuției la țambal este foarte mare, rolul fiind delimitat similar cu susținerea ritmică în orchestra barocă de către basul continuu), între care improvizația solistică are o pondere variabilă în funcție de prezența unui cântăreț 
Secția ritmică din muzica populară cuprinde cel mai adesea un contrabas și un țambal (înlocuit mai rar cu un pian), cărora se pot adăuga un acordeon, o chitară acustică ș.a. Există o tendință recentă de a înlocui contrabasul cu o chitară bas (electrică). Țambalul sugerează trama armonică (succesiunea de acorduri) prin țiituri rapide și ritmate (pe diviziune ternară sau în sferturi de timp), dat fiind că instrumentistul nu poate ataca simultan mai mult de două înălțimi sonore. În schimb, pianul poate imita țambalul sau, mai ales pentru piesele lente. Acordeonul și chitara execută acordurile placat (nearpegiat); ele pot servi și ca instrumente soliste. Formațiile instrumentale mai apropiate de spiritul tradițional se pot acompania și cu o brace (vioară sau violă al cărei căluș a fost retezat, pentru  se putea trage arcușul simultan pe toate corzile) sau un violoncel.
Cele mai multe instrumente soliste sunt monofonice (nu pot produce sau nu practică interpretarea pe mai multe voci), între care: vioara, mandolina (mai rar), bouzouki, clarinetul, taragotul, specii diverse de flaute și fluiere, saxofonul (alto sau tenor), naiul, trompeta ș.a. După cum s-a mai spus, și instrumentele polifonice de acompaniament pot susține momente solistice: țambalul (cel mai adesea, în introducerea pieselor), acordeonul, chitara și pianul (foarte rar). Îndeosebi muzica instrumentală poate împrumuta instrumente întâlnite în fanfare – diverse alămuri (trompetă, goarnă, trombon, tubă, fligorn, eufoniu ș.a.) și percuții caracteristice (tobă mare, tobă mică, fuscinel) –, dar și elemente ale stilului interpretativ caracteristic. Orchestrele de muzică populară includ partide largi de coarde cu arcuș (vioara întâi și a doua, violă, contrabas, uneori și violoncel).

## Muzica populară în preferințele românilor
Un sondaj de opinie efectuat de către INSCOOP Research a relevat faptul că muzica populară se află pe primul loc în ce privește genul muzical preferat de români, procentul situându-se la aproape jumătate din populație (49,7%). Muzica pop-dance este preferată de 41% dintre respondenți, în timp ce pentru muzica clasică și-au exprimat preferințele 22,8%. 19,5% și-au exprimat preferința pentru muzica rock, în timp ce 18,2% au indicat genul hip-hop. Manelele sunt pe ultimul loc în preferințele declarate de români cu 14,2%, în timp ce 2,7% indică „alt gen”, iar 2,2% nu știu sau nu răspund și doar 1% spun că nu ascultă muzică. Marja de eroare a sondajului este de +/- 3%.

## Influențe
Secolul XIX-lea  prezintă orientarea către muzica cultă occidentală, ca urmare a renunțării la influențele estice. Curentul romantic și apariția „Școlilor naționale” conduc la folosirea muzicii folclorice naționale ca sursă secundară de inspirație. Această direcție a împrumutării ,,formelor’’ muzicale apusene și îmbinarea lor cu „fondul” autohton se va menține până în ziua de astăzi.

## Muzica etno
La finele anilor nouăzeci și-a făcut apariția o nouă ramură a muzicii populare în Europa de Est; în România, pentru descrierea sa a fost revendicat numele de „muzică etno”, sugerând existența sa ca gen muzical distinct. Sunetul este radical modernizat: schimbarea instrumentelor acustice în altele electro-acustice (chitară electroacustică) sau chiar electrice (chitară bas electrică în locul contrabasului), împrumutul de sonorități din muzica pop (efecte sonore specifice, tobele electronice, bateristul electronic, numeroase sintetizatoare), înlocuirea solistului cu un grup de soliști, folosirea unei secții ritmice mult mai pronunțate și a unui tempo mai mișcat. De multe ori, versurile sunt creații contemporane, dar sunt și reluate piese de renume din muzica populară sau folclorică. Dat fiind că muzica etno se îndepărtează de folclor (cu atât mai mult decât „prima vârstă” a muzicii populare), asistăm la stilizarea imaginii folclorului muzical românesc din perspectiva culturii de masă (sprijinită și de preluările după piese vechi) – nu trebuie uitat că toate aceste genuri sunt create, întreținute și dorite de către unul și același public numeros, lipsit de pretenții intelectuale.

## Folclor muzical
Folclorul muzical reprezintă totalitatea creațiilor muzicale produse de o cultură spirituală populară și aparținând fie unei etnii unice, fie unui grup de etnii. El constituie una dintre cele însemnate delimitări ale folclorului în ansamblu.
Disciplina care se ocupă cu localizarea și studierea ei  se numește folcloristică muzicală, însă adeseori termenul „folclor” desemnează atât știința, cât și obiectul ei de studiu. Pe lângă muzică, folcloristica se mai interesează de alte trei tipuri de creație, numite ramuri ale ei: folclorul literar, folclorul coregrafic și teatrul popular.